# رحل السهوب الأوراسية

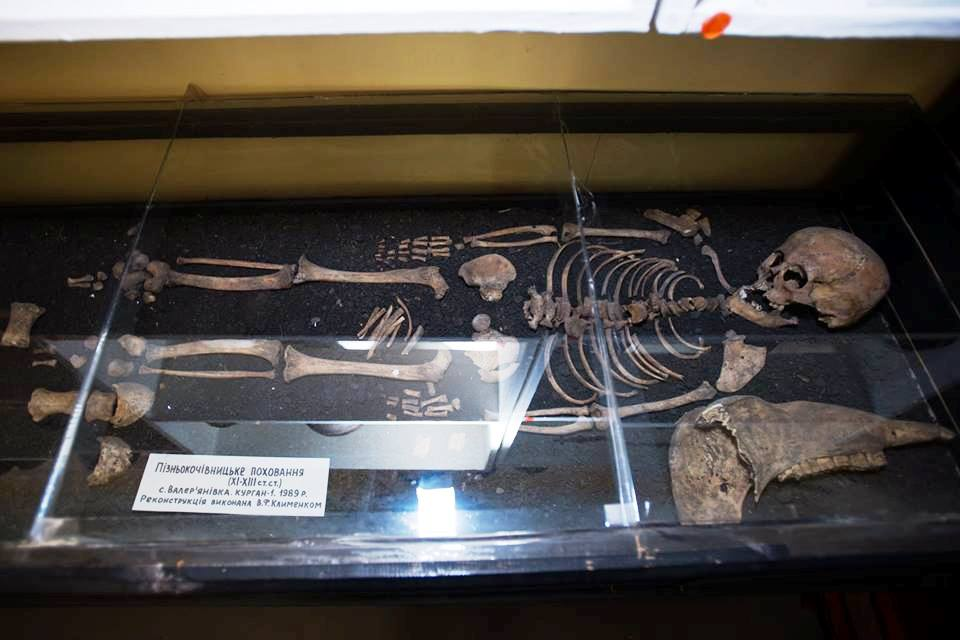
إعادة بناء الدفن الثاني عشر

الرُحّل الأوراسيّون هم مجموعة كبيرة من من الشعوب الرُحّل القادمة من السهوب الأوراسية، وغالبًا ما ذكرها التاريخ بصفتها الشعوب الغازية لأوروبا وآسيا الغربية وآسيا الوسطى وآسيا الشرقية والجنوبية.
الرُحل هم البشر الذين لا يتخذون مسكنًا دائمًا، يرتحلون من منطقة إلى أخرى بهدف البحث عن المراعي الجديدة لماشيتهم. يشمل العنوان الجامع لهذه الشعوب عددًا متنوّعًا من المجموعات الإثنية التي استوطنت سهوب آسيا الوسطى ومنغوليا، ومناطقًا أخرى في روسيا وأوكرانيا اليوم، في فترات مختلفة من التاريخ. استأنست هذه الشعوب الخيلَ في نحو العام 3500 قبل الميلاد، ما أدى إلى تزايد اعتمادها على حياة الترحال إلى درجة كبيرة، فركّز اقتصادها وثقافتها على تربية الخيول والفروسية والرعي البدوي، وهكذا شمل اقتصادها التجارة مع الشعوب الأخرى التي استوطنت حول أطراف تلك السهوب. أنشأ البدو الرحل العجلة الحربية والعربة وسلاح الفرسان والرماية بالقوس على ظهر الخيل، وابتكروا اختراعات مثل اللجام والشكيمة والرِكاب، وانتشرت هذه الاختراعات بمعدل شديد السرعة من السهوب إلى المناطق الأخرى التي استوطنها البشر بمحاذاة السهوب، فعمل هؤلاء على تقليدها. برزت ثقافات سكيثيّة في العصر الحديدي من بين الرحل الأوراسيّين، واتصفت تلك الثقافات بفنونها السكيثيّة المتفرّدة.

## التاريخ
كانت سكيثيا دولةً فضفاضة، أو اتحادًا، تشمل أراضيها معظم السهوب الأوراسية، نشأت منذ القرن الثامن قبل الميلاد. يتألف سكانها من الشعوب الناطقة باللغات الإيرانية، وغالبًا ما تُعدّ أول إمبراطورية بدويّة. استعان الجيش الروماني بالسارماتيّين، وقلّدهم مناصبًا في نخبة الفرسان. تعرّضت أوروبا إلى موجات متعددة من الغزوات التي شنّتها الشعوب الغازية على متن خيولها، مثل الكيمريين في القرن الثامن قبل الميلاد، وعدد من الشعوب الأخرى إبان عصر الهجرات مثل المجريّين في العصور الوسطى المبكرة، والمغول والسلاجقة في العصور الوسطى العليا، والقلميقيّين والقرغيز والكازاخ لاحقًا وصولًا إلى العصور الحديثة. قد يكون الهنود الأوربيّون البدائيون أول مثال عن غزو الشعوب التي تركب خيولها، وذلك بعد استئناس الخيل في الألفية الرابعة قبل الميلاد (انظر فرضية كورغان). كان الكيمريّون أول غزاة بدويّين من الخيالة القادمين من السهوب جاء ذكرهم في المصادر التاريخية. اعتمدت قوتهم العسكرية دائمًا على الخيل، بالإضافة إلى براعتهم الفائقة في الرماية بالقوس على ظهر الخيل.
استوطنت قبائل الرحّل تاريخيًا المناطق الواقعة شمال الصين، مثل منشوريا ومنغوليا وسنجان. شهدت الفترات المبكرة من التاريخ الصيني نزاعًا مع الشعوب الرحّل في غرب وادي وي. تذكر النصوص التي تعود إلى فترة سلالة زو (نحو العام 1050 قبل الميلاد - 256 قبل الميلاد) قبائل رونغ ودي وشلالة شين، وتوازنها بالذئاب، وتصفها بالقسوة والجشع. كانت القبائل الرُحّل تحصل على الحديد والبرونز من الصين، وتشير نظرية مبكرة اقترحها أوين لاتيمور إلى فكرة مفادها أن القبائل الرحّل ربما كانت مكتفية ذاتيًا، لكن هذه الفرضية انتقدها العلماء اللاحقون، وشككوا في الدافع وراء غزواتهم، معتقدين أنّه الحاجة إلى البقاء بدلًا من الجشع أو الطمع. وجدت الدراسات اللاحقة أن طلب القبائل الرُحّل على الحبوب الغذائية والنسيج والحديد تجاوز طلب الصين على البضائع القادمة من السهوب. ذكر أناتولي خازانوف هذا الاختلال في توازن الإنتاج، وعدّه السبب وراء الاضطراب وغياب الاستقرار في ثقافات قبائل الرُحّل في السهوب الأوراسية. ادعى العلماء اللاحقون أنّ السلام في الحدود الشمالية للصين اعتمد إلى حدٍّ كبيرٍ على إمكانية حصول قبائل الرُحل على الحبوب الغذائية الأساسية والنسيج الذي احتاجت إليه، وعبر وسائلٍ سلميّة كالتجارة أو الزواج. نظّمت عدة قبائل ما يُعرف بالشيونغنو، وهو اتحادٌ فدرالي يمنح قبائل الرُحل سلطة عليا في شؤون التعامل مع الشعب الصيني الزراعي الذين يستوطن المناطق المجاورة.